# 达斯·维德雕像 (敖德萨)
达斯·维德雕像（羅馬化：Statuya Darta Veydera）是一座位于乌克兰敖德萨的石膏与钛合金雕像，塑造了《星球大战》系列中的达斯·维德形象。该雕像原为弗拉基米尔·列宁的强化石膏制雕像，2015年由艺术家亚历山大·米洛夫在乌克兰去共产主义化进程中改造而成。

## 历史
这座弗拉基米尔·列宁雕像最初竖立于苏联乌克兰敖德萨市已废弃的普雷斯马什工厂旧址。雕像采用石膏材质建造，后因年久损坏，使用未公开配方的复合材料进行了加固处理。
2015年乌克兰去共产主义化法案生效后，数百座苏联时期纪念碑被拆除。敖德萨市政府原计划移除列宁雕像，但最终聘请艺术家亚历山大·米洛夫进行改造以保留该雕像。米洛夫将列宁的大衣改为披风，头部加装头盔，将其转变为达斯·维德形象，雕像拳头现握有光剑柄。改造使用钛合金材料并通过特种胶水固定，当地传言称该胶水与航天器建造用胶相同且由美国宇航局提供。
弗拉基米尔·列宁雕像的原头部在头盔保护下完好无损，以便未来需要时可“发掘”复原。头盔内装有Wi-Fi热点。米洛夫向BBC表示选择达斯·维德形象是因为自2012年起多位乌克兰政客使用达斯·维德形象参选，使“当前在乌克兰，达斯·维德已成为政治符号”。米洛夫宣称这是全球首座达斯·维德纪念碑。